# Berlin, Massachusetts
Berlin este o localitate cu 2.380 de locuitori, situată la 30 de mile vest de Boston în comitatul Worcester, statul Massachusetts, Statele Unite ale Americii.